# Stereorhachis dominans
Stereorhachis dominans és una espècie extinta de sinàpsid de la família dels ofiacodòntids o, possiblement, dels eotirídids que visqué durant el Gjelià (l'estatge final del Carbonífer superior) en allò que avui en dia és Europa. Se n'han trobat restes fòssils a Borgonya (França). Tenia la mandíbula més robusta que Ophiacodon, però menys que els esfenacodòntids. Es tracta de l'única espècie coneguda del gènere Stereorhachis.